# Geraldine McEwanová
Geraldine McEwanová (narozená jako Geraldine McKeown; 9. května 1932 Old Windsor – 30. ledna 2015 Hammersmith) byla anglická herečka. Působila ve filmu, divadle i v televizi. Michael Coveney jí vzdal hold a popsal ji ve svém článku jako „skvělou komickou stylistku se sirupovitým, svůdným hlasem a přímočarým, jiskřivým vystupováním“.
McEwanová byla pětkrát nominována na Olivier Award a dvakrát získala Evening Standard Award pro nejlepší herečku, za filmy The Rivals (1983) a The Way of the World (1995). V roce 1998 byla také nominována na Cenu Tony za nejlepší ženský herecký výkon ve hře The Chairs. V roce 1990 získala televizní cenu BAFTA pro nejlepší herečku za televizní seriál Oranges Are Not the Only Fruit a v letech 2004–2009 hrála hlavní roli slečny Marplové, vyšetřovatelky z románů Agathy Christie, v seriálu televize ITV Marple.